# Punggurharjo
Punggurharjo is een bestuurslaag in het regentschap Rembang van de provincie Midden-Java, Indonesië. Punggurharjo telt 539 inwoners (volkstelling 2010).